# Мартинелли, Тристано
Триста́но Мартине́лли (итал. Tristano Martinelli; 7 апреля 1557, Маркария — 1 марта 1630, Мантуя) — итальянский актёр, акробат, изобретатель маски Арлекина.

## Биография
Тристано Мартинелли родился в небольшом городке Маркария вблизи Мантуи 7 апреля 1557 года в семье Франческо Мартинелли и Лучии, фамилия которой неизвестна. Судя по всему, с молодых лет Тристано был умелым акробатом, был высок, имел гибкое и хорошо натренированное тело. Первые упоминания о нём относятся к 1576 году, когда он вместе со своим старшим братом Друзиано гастролировал по Фландрии с труппой комедии дель арте. По-видимому, уже тогда Тристано придумал новую, собственную маску — Арлекина, ставшую со временем одной из наиболее узнаваемых. Представления с участием Мартинелли имели большой успех и в последующие годы он выступил по многих европейских странах: 1577—1578 годах он гастролировал по Англии, в 1584—1685 — с труппой «Конфиденти» в Париже, в 1588 — с той же труппой в Испании, в 1592 — с труппой своего брата Друзиано во Флоренции, в 1594 году — снова во Флоренции и в том же году в Милане. Каждую зиму вплоть до 1595 года (кроме 1592) он выступал в родной Мантуе. В 1595 году он покинул труппу своего брата и присоединился к труппе «Дезиози» во главе с Дианой Понти и вплоть до 1598 года участвовал в её представлениях в североитальянских городах, в том числе в ноябре 1597 года выступал во Флоренции перед великим герцогом Фердинандо Медичи. В мае 1598 года решил вернуться в Мантую и вновь присоединиться к труппе своего брата Друзиано «Аччези». 29 апреля 1599 года герцог Мантуи Винченцо Гонзага пожаловал Тристано титул совринтенданта по делам комиков и знахарей — должность приносила неплохой доход, позднее право её занятия Мартинелли было подтверждено последующими правителями и в конце концов должность стала наследственной и передавалась потомкам Мартинелли.
В 1600—1601 годах Тристано Мартинелли вместе с труппой «Аччези» принимал участие в большом турне по Франции. В декабре 1600 года в Лионе он выступал во время церемонии по случаю бракосочетания французского короля Генриха IV и прибывшей из Флоренции Марии Медичи. Он преподнёс монархам своеобразный подарок — опубликованную им в Лионе книгу под названием Compositions de rhetorique de Mr. Don Arlequin («Риторические сочинения г-на дона Арлекина»). Книга насчитывала около 70 страниц, среди которых некоторые были с иллюстрациями, изображавшими преимущественно Арлекина. Она начиналась с пространного посвящения Генриху и Марии, а на её последних страницах было помещено несколько трудно переводимых стихотворений Мартинелли, написанных на странной смеси латыни, французского, итальянского и испанского языков. Остальные же страницы книги содержали названия глав, колонтитулы и номера страниц, но в остальном были совершенно пусты. В качестве места издания на титульном листе было указано de là du bout du monde, то есть «за краем света».
В 1601 году Мартинелли вернулся в Италию и купил поместье Дуэ-Торре в Мантуанском герцогстве (на территории современной коммуны Кастельбельфорте, провинция Мантуя) — это было первое из большого количества недвижимой собственности, которую Тристано приобрёл в последующие годы. В 1605 году вместе с труппой «Аччези» он выступал на карнавале в Мантуе. В 1606 году скончался его старший брат Друзиано, и руководство труппой, по-видимому, взял на себя Тристано. В 1606—1612 годах он выступал в Милане, Турине, Генуе, Венеции, Болонье, Ферраре и Флоренции, не забывая также о родной Мантуе. В 1612 году он присоединился к другой труппе — «Федели», которой руководил Джамбаттиста Андреини. С августа 1613 по июль 1614 по приглашению королевы Марии Медичи гастролировал во Франции.
4 января 1618 года Мартинелли приобрёл в Бигарелло очередной объект недвижимости — мельницу, которую украсил скульптурной мемориальной плитой, где изображён сам Тристано в образе Арлекина. Сегодня эта плита хранится в Городском музее Мантуи. В июне того же года он выступал с труппой «Федели» в Парме, затем — в Вероне. В 1620 году с той же труппой отправился в турне по Франции, где выступил при дворе короля Людовика XIII, в 1621 году вернулся в Италию. В 1623 году вновь выступал вместе с труппой «Федели» в Парме. В 1625 году выступал перед герцогом Мантуи вместе с Джамбаттистой Андреини и Пьером Марией Чеккини. Летом 1627 года выступал при дворе императора Священной Римской империи. Скоропостижно скончался в Мантуе 1 марта 1630 года.

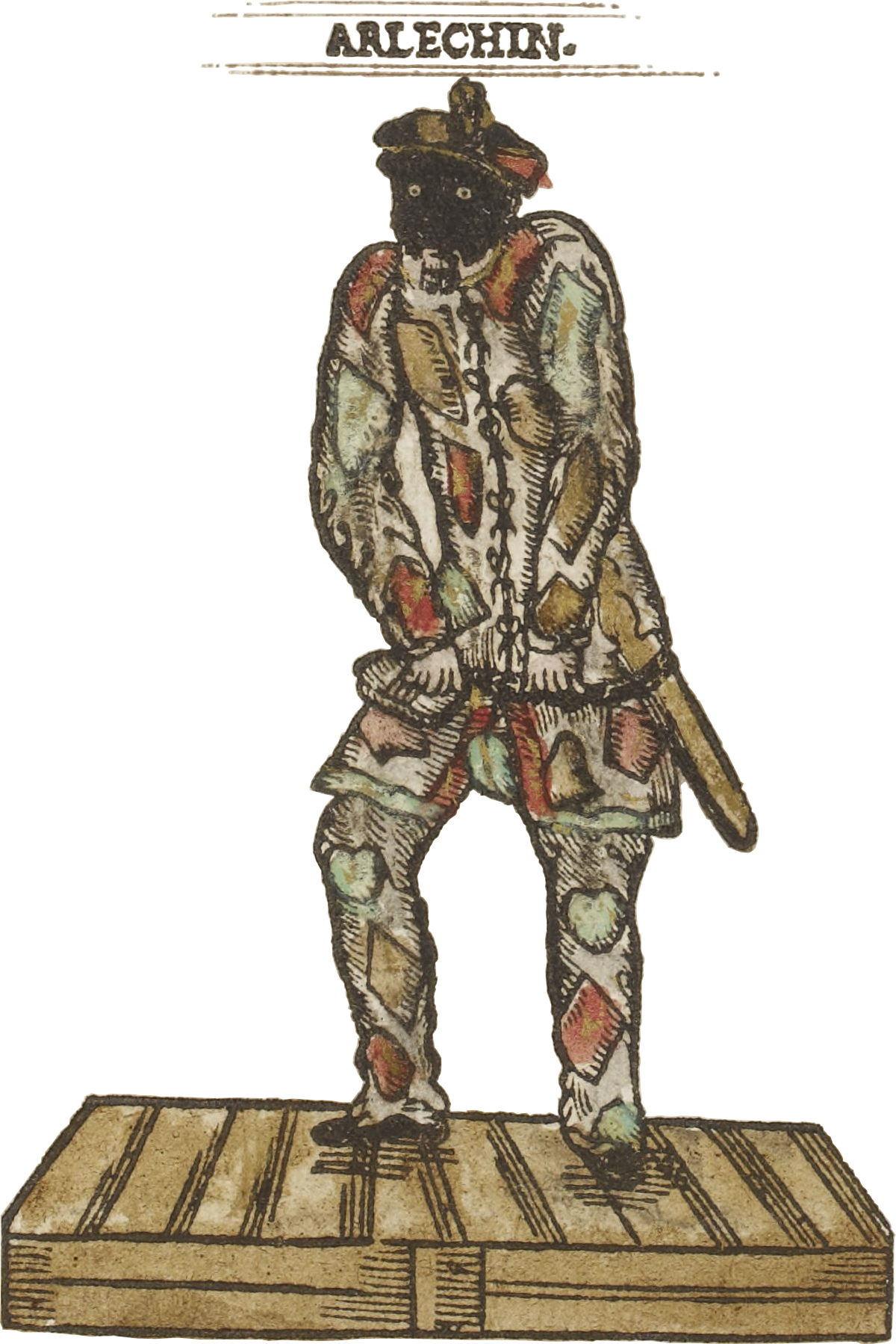
Арлекин. Изображение на титульном листе книги Тристана Мартинелли «Риторические сочинения…», 1601

## Влияние
Влияние Мартинелли на театр комедия дель арте было весьма велико. Созданная им маска Арлекина стала одной из самых заметных и узнаваемых. В своих выступлениях Тристано использовал слова и выражения из различных диалектов итальянского языка, а также из латыни, французского и испанского. Его многократные гастроли во Франции заметно повлияли также на театр этой страны.

## Личная жизнь
Тристано Мартинелли был дважды женат. О первой жене по имени Кассандра Гуантари известно мало — по-видимому, брак был бездетный и был заключён не позднее начала 1604 года, поскольку в завещании от 17 мая комик разделил своё состояние, которое должно было остаться после его смерти, между ней и братом Друзиано; некоторая часть от его состояния должна была бы отойти другому брату Рубиано и сестре Барбаре. Однако, завещание не смогло быть исполнено — уже в 1606 году скончался Друзиано, а в 1608 году — Кассандра.
Через год после смерти первой жены Мартинелли женился вторично — 13 ноября 1609 года состоялась его свадьба с двадцатилетней уроженкой Вероны Паолой Аванци. У пары было семь сыновей, их крёстными стали могущественные люди того времени:
- Франческо — родился в июле 1610 года; крёстные — герцог Фердинандо Гонзага и Маргарита Савойская.
- Джован Карло — родился в сентябре 1611 года; крёстные — герцог Фердинадо Гонзага и королева Франции Мария Медичи.
- Луиджи — родился в октябре 1613 в Фонтенбло; крёстные — король Франции Людовик XIII и его сестра.
- Карло (?) — родился в 1615, крёстные — великий герцог Тосканы Козимо II Медичи и королева Франции Мария Медичи.
- Фердинандо — родился в 1624, крёстный отец — император Священной Римской империи Фердинанд II.
- Сын, имя неизвестно — родился в 1625, крёстные — великий герцог Тосканы Фердинандо II Медичи и королева Англии Генриетта Мария.
- Шипионе — родился в 1627, крёстный отец — кардинал Шипионе Боргезе.

## В изобразительном искусстве
Сохранилось масса портретов Тристано Мартинелли, но на большинстве из них он изображён в образе и в костюме Арлекина. Одним из исключений является портрет кисти Доменико Фетти, написанный им в 1621 или 1622 году и именуемый обычно просто «Портрет актёра». Однако, по одной из версий на этом портрете изображён именно Тристано Мартинелли — в пользу этого говорит тот факт, что Фетти, как и Мартинелли в течение длительного времени работал при мантуанском герцогском дворе.